# (20326) 1998 HG37
A (20326) 1998 HG37 a Naprendszer kisbolygóövében található aszteroida. A LINEAR projekt keretében fedezték fel 1998. április 20-án.